# Königgrätzer Marsch
La Königgrätzer Marsch è una famosa marcia militare tedesca composta da Johann Gottfried Piefke dopo la battaglia di Königgrätz (località attualmente ubicata nella Repubblica Ceca) battaglia decisiva della Guerra Austro-Prussiana. L'autore ha inoltre inserito alcuni pezzi della Hohenfriedberger Marsch, composta dal re Federico II di Prussia per commemorare la vittoria prussiana nella battaglia di Hohenfriedberg.
Sin dalla sua composizione, il brano ha mantenuto e continua ad avere una notevole popolarità. È sovente eseguito dalle Bande Militari tedesche in occasione di cerimonie e concerti. Come molte altre marce militari tedesche è parte del repertorio delle Bande Militari delle Forze Armate della Repubblica del Cile che com'è noto hanno ereditato il modello militare prussiano. Si sente molto raramente in Austria, per ovvie ragioni.
La Königgrätzer Marsch venne adattata dal compositore americano John Williams per la colonna sonora del film Indiana Jones e l'ultima crociata, comparendo nella scena del rogo di libri da parte dei nazisti a Berlino.